# Наве (Италия)
Наве (итал. Nave) — коммуна в Италии, в провинции Брешиа области Ломбардия.
Население составляет 10 306 человек (2008 г.), плотность населения составляет 382 чел./км². Занимает площадь 27 км². Почтовый индекс — 25075. Телефонный код — 030.
Покровителем коммуны почитается святой Констанций из Ньярдо.

## Демография
Динамика населения:

## Администрация коммуны
- Официальный сайт: http://www.comune.nave.bs.it/